# No.1 Factory
『SUZUKI No.1 Factory』（スズキ ナンバーワン ファクトリー）は、2021年4月1日から2025年3月31日までTOKYO FMをキー局にJFN系列で放送されていたラジオ番組である。
パーソナリティは八嶋智人。

## 概要
前番組『賀来賢人 SUZUKI "KENTO'S CLUB"』の後継番組であり、前番組に引き続きスズキの一社提供である。
多岐に渡るジャンルのNo.1と、それにまつわる秘話などを紹介する。
2021年9月6日の放送以降、メッセージが採用されたリスナー全員とナンバーワンメッセージを送ったリスナーへ、毎週抽選で10名に番組特製メガネクロスをプレゼントしていた。2022年12月19日の放送以降は、第2弾となるメガネクロスに変更となった。
2022年1月最終週には甲本ヒロトがゲスト出演した。
2025年3月6日放送分で、同月末に番組終了することが発表された。これにより、2021年の放送から4年、また2012年開始の『SUZUKI presents KAT-TUN 田口淳之介のTAG-TUNE DRIVING』より続いた、スズキによる一社提供も本番組をもって終了となった。

## 放送時間
2024年10月現在。JFN系列38局フルネットで、全て月曜 - 木曜の放送。
放送時間の早い順から記載。全局「radiko」・「radiko.jpプレミアム」で聴取可能。
但し、特別加盟局のInterFM897は、放送開始から未ネット。
| 放送対象地域   | 放送局名                                    | 放送時間      | 備考                                                  |
| -------------- | ------------------------------------------- | ------------- | ----------------------------------------------------- |
| 東京都         | エフエム東京（TOKYO FM）                    | 16:50 - 17:00 | 製作局                                                |
| 青森県         | エフエム青森（AFB）                         | 16:40 - 16:50 |                                                       |
| 山形県         | エフエム山形（Rhythm Station）              | 16:45 - 16:55 | 『WAVE4 yamagata EXCEED』内包                         |
| 三重県         | 三重エフエム放送（レディオキューブ FM三重） | 16:45 - 16:55 |                                                       |
| 群馬県         | エフエム群馬（FM GUNMA）                    | 16:50 - 17:00 | 『POTLUCK』（月曜 - 水曜）内包『148 neo』（木曜）内包 |
| 富山県         | 富山エフエム放送（FMとやま）                | 16:50 - 17:00 |                                                       |
| 岐阜県         | エフエム岐阜（FM GIFU）                     | 16:50 - 17:00 |                                                       |
| 鹿児島県       | エフエム鹿児島（μFM）                       | 16:50 - 17:00 | [ 注 2 ]                                              |
| 秋田県         | エフエム秋田（AFM）                         | 17:00 - 17:10 | 『mix』内包                                           |
| 高知県         | エフエム高知（Hi-Six）                      | 17:00 - 17:10 | 『Hi-Six Radio JAM』内包                              |
| 島根県・鳥取県 | エフエム山陰（V-air）                       | 17:05 - 17:15 |                                                       |
| 宮崎県         | エフエム宮崎（JOY FM）                      | 17:05 - 17:15 |                                                       |
| 宮城県         | エフエム仙台（Date fm）                     | 17:15 - 17:25 | 『SOUND GENIC』内包                                   |
| 福島県         | エフエム福島（ふくしまFM）                  | 17:20 - 17:30 | 『RADIO GROOVE』内包                                  |
| 沖縄県         | エフエム沖縄（FM沖縄）                      | 17:20 - 17:30 |                                                       |
| 新潟県         | エフエムラジオ新潟（FM-NIIGATA）            | 17:28 - 17:38 | 『SOUND SPLASH』内包                                  |
| 佐賀県         | エフエム佐賀（FMS）                         | 17:28 - 17:38 | 『CHANGE』内包                                        |
| 石川県         | エフエム石川（HELLO FIVE）                  | 17:30 - 17:40 | 『Sunset Express MOVE』内包                           |
| 岡山県         | 岡山エフエム放送（FM OKAYAMA）              | 17:30 - 17:40 | 『＃tap』内包                                         |
| 大分県         | エフエム大分（Air-Radio FM88）              | 17:30 - 17:40 | 『Oita Sunset Groove』内包                            |
| 福井県         | 福井エフエム放送（FM FUKUI）                | 17:35 - 17:45 |                                                       |
| 愛媛県         | エフエム愛媛（FM愛媛）                      | 17:40 - 17:50 |                                                       |
| 兵庫県         | 兵庫エフエム放送（Kiss FM KOBE）            | 17:42 - 17:52 | 『Kiss Music Presenter』内包                          |
| 栃木県         | エフエム栃木（RADIO BERRY）                 | 17:43 - 17:53 | 『B・E・A・T』内包                                    |
| 滋賀県         | エフエム滋賀（e-radio）                     | 17:45 - 17:55 | 『キャッチ!』内包                                     |
| 熊本県         | エフエム熊本（FMK）                         | 17:45 - 17:55 | 『FMK RADIO BUSTERS』内包                             |
| 徳島県         | エフエム徳島（FM TOKUSHIMA）                | 17:48 - 17:58 | 『T-Joint』内包                                       |
| 北海道         | エフエム北海道（AIR-G'）                    | 17:50 - 18:00 | 『Pre palette』内包                                   |
| 岩手県         | エフエム岩手（FM IWATE）                    | 17:50 - 18:00 | 『夕刊ラジオ』内包                                    |
| 長野県         | 長野エフエム放送（FM長野）                  | 17:50 - 18:00 | 『MAGIC HOUR』内包                                    |
| 静岡県         | 静岡エフエム放送（K-MIX）                   | 17:50 - 18:00 | 『K-MIX MOVE ON』内包                                 |
| 愛知県         | エフエム愛知（FM AICHI）                    | 17:50 - 18:00 | 『EVENING STREET』内包                                |
| 広島県         | 広島エフエム放送（HFM）                     | 17:50 - 18:00 |                                                       |
| 山口県         | エフエム山口（FMY）                         | 17:50 - 18:00 | 『COZINESS』内包                                      |
| 香川県         | エフエム香川（FM香川）                      | 17:50 - 18:00 | 『JOY-U・CLUB』内包                                   |
| 福岡県         | エフエム福岡（FM FUKUOKA）                  | 17:50 - 18:00 | 『Hyper Night Program GOW!!』内包                     |
| 長崎県         | エフエム長崎（FM Nagasaki）                 | 17:50 - 18:00 | 『Colors』内包                                        |
| 大阪府         | エフエム大阪（FM大阪）                      | 18:20 - 18:30 | [ 注 7 ]                                              |